# Rezoluce Rady bezpečnosti OSN č. 250
Rezoluce Rady bezpečnosti OSN č. 250, kterou Rada bezpečnosti OSN jednohlasně schválila 27. dubna 1968, varuje Izrael před pořádáním vojenské přehlídky na Den nezávislosti (Jom ha-acma'ut) v Jeruzalémě, který Izrael vyhlásil za své hlavní město. Izrael rezoluci ignoroval a Rada bezpečnosti v reakci na to přijala rezoluci č. 251, která izraelské kroky odsoudila.